# 홍원섭 (독립운동가)
홍원섭(洪園燮, (아명(兒名)은 洪轅燮), 1870년 ~ ?)은 대한제국 독립운동가이다. 호(號)는 대찰(大察)이다.

## 생애

### 주요 이력
평안도 평양 대찰동리의 중인 출신 중농 집안에서 출생하였고 지난날 한때 평안도 자성에서 잠시 유아기를 보낸 적이 있으며 그 후 평안도 양덕에서 잠시 유년기를 보낸 적이 있고 1875년 이후 평안도 평양 대찰동리(향리)에서 주로 성장한 그는 1888년 학행(學行)으로써 음서 천거되어 1888년 5월에서 1890년 6월까지 조선국 하급 관료(조선국 강원도 명주군 묵호면 예하 면서기관) 직책에 있다가 1890년 6월에 조선국 하급 관료 직책을 사퇴 후 1890년 8월, 산창(山昌)이라는 승려 법명으로써 전라도 해남 태영사(台迎寺)에서 불교 승려로 출가하였다가 1892년 8월, 불교 승려를 그만두고 환속하였다. 그 후 대한제국 시절이던 1898년에 불교를 이탈하고 개신교(감리회)에 재입문한 그는 훗날 1910년 경술국치 늑약 사태를 목도하였으며 9년 후 1919년 3월 1일을 기하여 평안남도 평양(平壤) 남산현교회(南山峴敎會)에서 거행된 대한 독립 선언에 참여하고 만세운동을 벌였다. 남산현교회에서 독립에 관한 연설과 독립선언문 낭독이 있은 후, 감격한 군중은 만세를 부르며 큰 행열을 지어 대로로 나아갔다. 평양경찰서 앞에서 숭덕학교(崇德學校)와 천도교구당(天道敎區堂)으로부터 온 행렬과 합세한 대한 독립 만세 시위대는 도청, 재판소, 평양역 광장, 평양부청, 평양형무소 등 시가지를 돌며 독립만세를 외쳤다. 오후 7시 경에는 평양경찰서 앞에서 경찰과 충돌하였다. 이 가운데 많은 사람이 부상당하고 수백 명이 검거되었다. 밤에는 학생들이 다시 행진하며 만세를 부르는 등 대한 독립 만세 운동의 열기는 계속되었다.
대한 독립 만세 시위에 참여하였던 홍원섭은 체포되어 1919년 7월 21일 평양복심법원, 1919년 9월 29일 평양고등법원에서 각각 소위 보안법 위반으로 징역 2년형을 선고받고 옥고를 치른 후 1921년에 만기출감하였다.

## 사후
대한민국 정부에서는 고인의 공훈을 기리고자 2007년 8월 15일을 기하여 대한민국 건국훈장 애족장을 추서하였다.